# شرکت ثبت اختراعات متحرک
شرکت ثبت اختراعات متحرک یا ادیسون تراست (به انگلیسی: Motion Picture Patents Company؛ به طور مخفف MPPC خوانده می شود) در دسامبر ۱۹۰۸ تاسیس شد و هفت سال بعد در سال ۱۹۱۵ پس از درگیری در صنعت تراست از بین رفت.

## در فرهنگ عامه
در فیلم نیکلودئون کار سازندگان فیلم سال ۱۹۰۵ تا ۱۹۱۸ را نشان می دهد که شامل این شرکت هم می شود.